# John S. Johnson

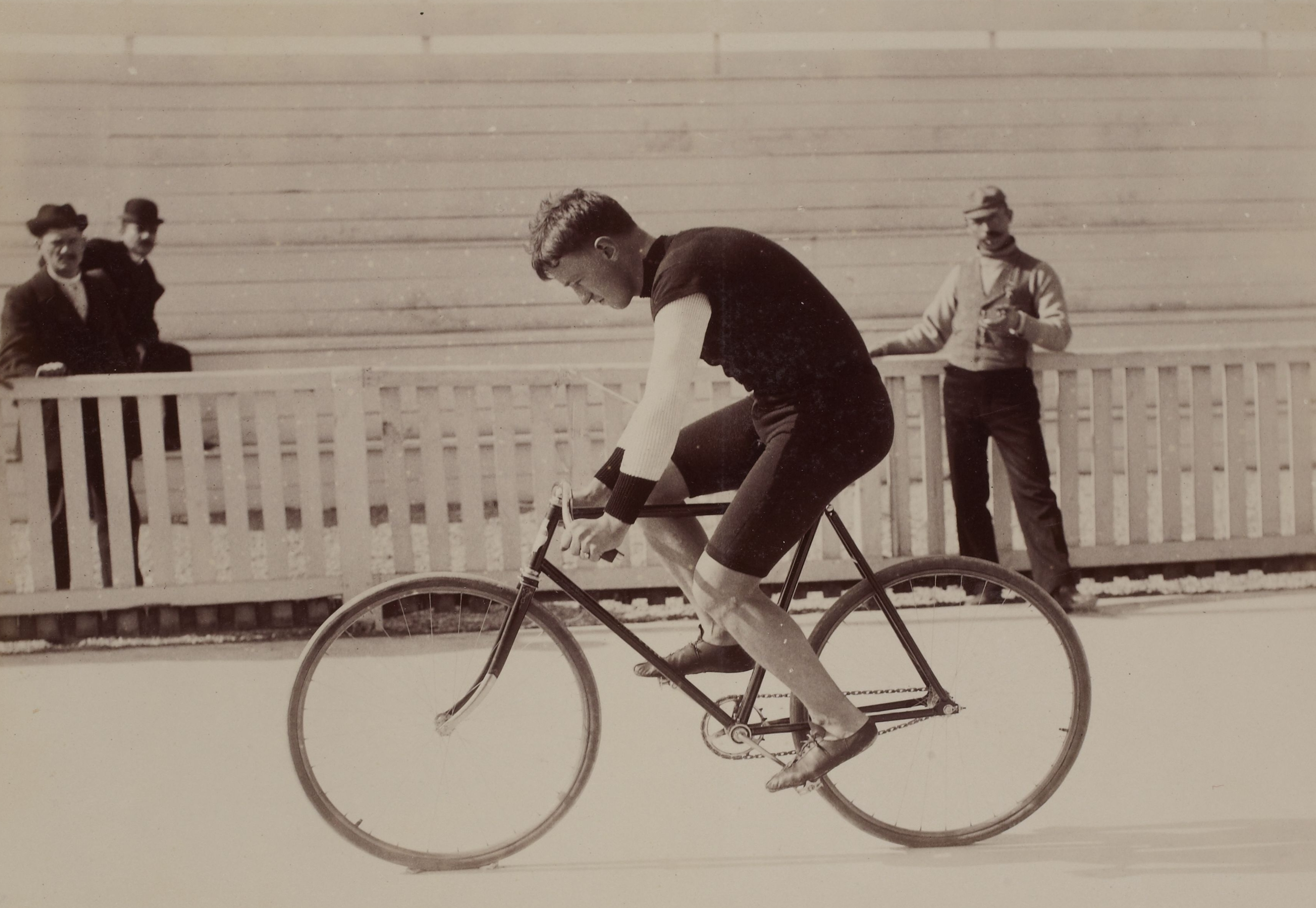
John S. Johnson (1896)

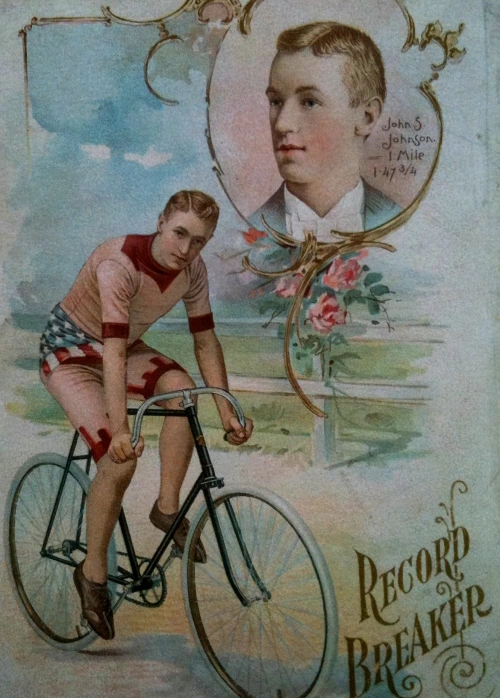
Johnson als „Record Breaker“

John Sigfried „Johnny“ Johnson (* 11. Mai 1873 in Kil, Schweden; † 17. Januar 1934 in Minneapolis) war ein US-amerikanischer Radsportler und Eisschnellläufer.  

## Sportlicher Werdegang
John S. Johnson wurde als Johan Sigfried Jansson in Schweden geboren. Als er zehn Jahre alt war, zog seine Familie mit ihm 1881 in die USA, wo sie sich in Minneapolis niederließen. Johnson begeisterte sich für Radsport und Eisschnelllauf. 1892 legte er auf einer Rennstrecke in Independence, Iowa, als erster Sportler eine Meile mit dem Fahrrad in weniger als zwei Minuten (1:56,6) zurück. Dabei fuhr er hinter einem Pferd, das einen Sulky zog, auf einer unbefestigten Pferderennbahn.
In den folgenden Jahren stellte Johnson alle Weltrekorde im Stehend- und fliegenden Start von 100 Yards bis 5 Meilen auf. Zudem wurde er 1893 in New Jersey nationaler Meister im Eisschnelllauf und war auch in dieser Sportart Weltrekordhalter. Im August 1893 stellte er einen Rekord über drei Meilen auf und schlug in einem Fünf-Meilen-Rennen der League of American Wheelmen als erster Konkurrent Weltmeister Arthur Augustus Zimmerman. Berichten zufolge inspirierte dieses Rennen Ignaz Schwinn dazu, sein eigenes Fahrradunternehmen, die Schwinn Bicycle Company, und ein eigenes Rennteam zu gründen. Im Jahr 1894 fuhr der Rennfahrer John S. Johnson mit einem luftbereiften Sicherheitsfahrzeug auf einer Radrennbahn in Buffalo, New York, eine Meile in etwas mehr als einer Minute und fünfunddreißig Sekunden, was einer Geschwindigkeit von fast achtunddreißig Meilen pro Stunde entspricht.
In den folgenden Jahren fuhr Johnson für Rennteams, die von den Fahrradherstellern E. C. Stearns Bicycle Agency aus Syracuse, New York, und von Schwinn gesponsert wurden. Bei den ersten Bahnweltmeisterschaften 1893 in Chicago wurde er Zweiter auf der 1-Meile und Dritter auf der 10-Kilometer-Strecke.
1896 konnte sich Johnson mit seinen Preisgeldern ein Haus für 7000 Dollar in Minneapolis leisten. Er reiste mit dem Schwinn World Team nach Europa. In Frankreich stellte er französische Rekorde über die halbe Meile und den Kilometer sowie einen Weltrekord über 500 Meter auf. In England stellte er einen Europarekord über die Viertelmeile und die halbe Meile sowie einen Weltrekord über den Kilometer auf. Bei einem Rennen in London fuhr er hinter einer Staffel von Tandems die Meile in 1:57, eine Leistung, die ihm eine Einladung zum Abendessen mit dem Prinzen von Wales, dem späteren König Eduard VII., einbrachte. Nach seiner Rückkehr in die USA stellte er einen weiteren Rekord über die Meile auf einer neuen Radrennbahn in Chicago auf.
Im Jahr 1900 trat John S. Johnson in den Ruhestand. Er starb am 17. Januar 1934 in Minneapolis und ist auf dem Lakewood Cemetery in Minneapolis begraben. Auf seinem Grabstein sind Silhouetten eines Fahrrades und eines Schlittschuhs abgebildet.

## Ehrungen
1959 wurde John S. John in die Minnesota Sports Hall of Fame aufgenommen, 1960 in die Speed Skaters Hall of Fame und 2003 in die US Bicycling Hall of Fame.